# (500599) 2012 UX118
(500599) 2012 UX118 es un asteroide perteneciente al cinturón de asteroides descubierto el 27 de agosto de 2006 por el equipo del Spacewatch desde el Observatorio Nacional de Kitt Peak, Arizona, Estados Unidos.

## Designación y nombre
Designado provisionalmente como 2012 UX118.

## Características orbitales
2012 UX118 está situado a una distancia media del Sol de 3,097 ua, pudiendo alejarse hasta 3,464 ua y acercarse hasta 2,731 ua. Su excentricidad es 0,118 y la inclinación orbital 2,679 grados. Emplea 1991,43 días en completar una órbita alrededor del Sol.

## Características físicas
La magnitud absoluta de 2012 UX118 es 16,8. 